# Politický systém Lucemburska
Lucembursko je podle ústavy z roku 1868 dědičnou konstituční monarchií. Hlavou státu je velkovévoda. Ten svolává a rozpouští parlament, na základě výsledku voleb jmenuje vládu a doživotní členy státní rady, schvaluje zákony a má právo veta. Je vrchním velitelem branné moci. V současnosti je od roku 2000 velkovévodou Henri I. de Luxembourg (česky Jindřich I. Lucemburský).
Poslanecká sněmovna je jednokomorový parlament, jehož 60 poslanců je voleno na pět let. Sněmovna navíc schvaluje složení vlády.
Vláda se skládá z ministerského předsedy a dvanácti dalších ministrů a je odpovědná parlamentu.
Důležitým orgánem je Státní rada, jejíž 21 členů je jmenováno velkovévodou na doživotí. Rada připravuje zákony, má poradní hlas a vykonává správní soudní moc.
Nejdůležitějšími politickými stranami jsou Křesťanskosociální lidová strana (CSV) a Lucemburská socialistická dělnická strana (LSAP), které spolu většinou utvářejí vládní koalici. Dalšími stranami jsou Demokratická strana (DP), Akční výbor pro demokracii a práva důchodců a Zelená alternativa.

## Použitá literatura
Vladimír Kořínek: Ministáty Evropy, ISBN 80-903184-0-1